# Polygordius ijimai
Polygordius ijimai är en ringmaskart som beskrevs av Izuka 1903. Polygordius ijimai ingår i släktet Polygordius och familjen Polygordiidae. Inga underarter finns listade i Catalogue of Life.